# Harald Theml
Harald Theml (* 20. Oktober 1940 in Berlin; † 30. Oktober 2005 in Warngau) war ein bedeutender Mediziner und Facharzt für Blut- und Tumorerkrankungen, der sich auch in der Friedensbewegung und Umweltbewegung einen Namen gemacht hat.

## Leben
Theml studierte in Tübingen und München Medizin, seine Promotion erfolgte 1966, die Habilitation 1977. Er war Mitarbeiter bei Herbert Begemann am Städtischen Krankenhaus München-Schwabing, heute Klinikum Schwabing München. 1982 wurde Theml zum apl. Professor an der TU München. Von 1984 bis 1996 war er Chefarzt der Hämato-Onkologischen Abteilung des Zentrums für Innere Medizin in den Vincentius-Krankenhäusern Karlsruhe, danach bis 2004 in einer freien hämato-onkologischen Praxis in München tätig.

## Leistungen
Neben zahlreichen wissenschaftlichen Publikationen zu hämato-onkologischen Themen, darunter dem in mehrere Sprachen übersetzten „Taschenatlas der Hämatologie“, verfasste er auch an ein breiteres Publikum gerichtete Schriften zum Thema, zuletzt „Krebs und Krebsvermeidung“. Er war Gründungsmitglied der Deutschen Arbeitsgemeinschaft für Psychoonkologie, der Gesellschaft für Umweltmedizin und der Deutschen Sektion der IPPNW.